# Talant Dujshebaev
Talant Mushanbétovich Duyshebáiev (Frunze, Unión Soviética, 2 de junio de 1968), conocido como Talant Dujshebaev,  es un exbalonmanista y entrenador español, de origen kirguís. Fue elegido en dos ocasiones «Jugador del Año de la IHF» (1994 y 1996) y segundo clasificado en la elección al «Jugador del siglo XX de la IHF» en 2000.
Es padre de los también jugadores de balonmano Alex Dujshebaev (n. 1992) y Dani Dujshebaev (n. 1997).

## Biografía
Dujshebaev nació el 2 de junio de 1968 en Frunze (actual Biskek), República Socialista Soviética de Kirguistán, una de las repúblicas que conformaban la Unión Soviética y que hoy corresponde a Kirguistán. En 1995 se nacionalizó español, compitiendo entre 1996 y 2000 con la selección española. Está considerado uno de los mejores jugadores de balonmano de todos los tiempos, habiendo sido elegido «Jugador del Año de la IHF» en 1994 y 1996, y segundo en la elección al «Jugador del siglo XX de la IHF» en 2000, por detrás del sueco Magnus Wislander.

## Trayectoria como jugador
Inició su carrera profesional en la sección de balonmano del CSKA Moscú. En 1992 fue traspasado al equipo español Teka, equipo de la ciudad de Santander, donde permaneció cinco temporadas, logrando en 1994 el doblete continental, al ganar Liga ASOBAL y Copa de Europa. De 1997 a 2001, se trasladó a jugar a Alemania.
En 2001 ficha por el Balonmano Ciudad Real, en el que permanece tres temporadas hasta que tras la disputa de los Juegos Olímpicos de Atenas 2004, anunció su retirada, pasando al banquillo un año después (2005), como primer entrenador del Ciudad Real.

## Trayectoria como entrenador

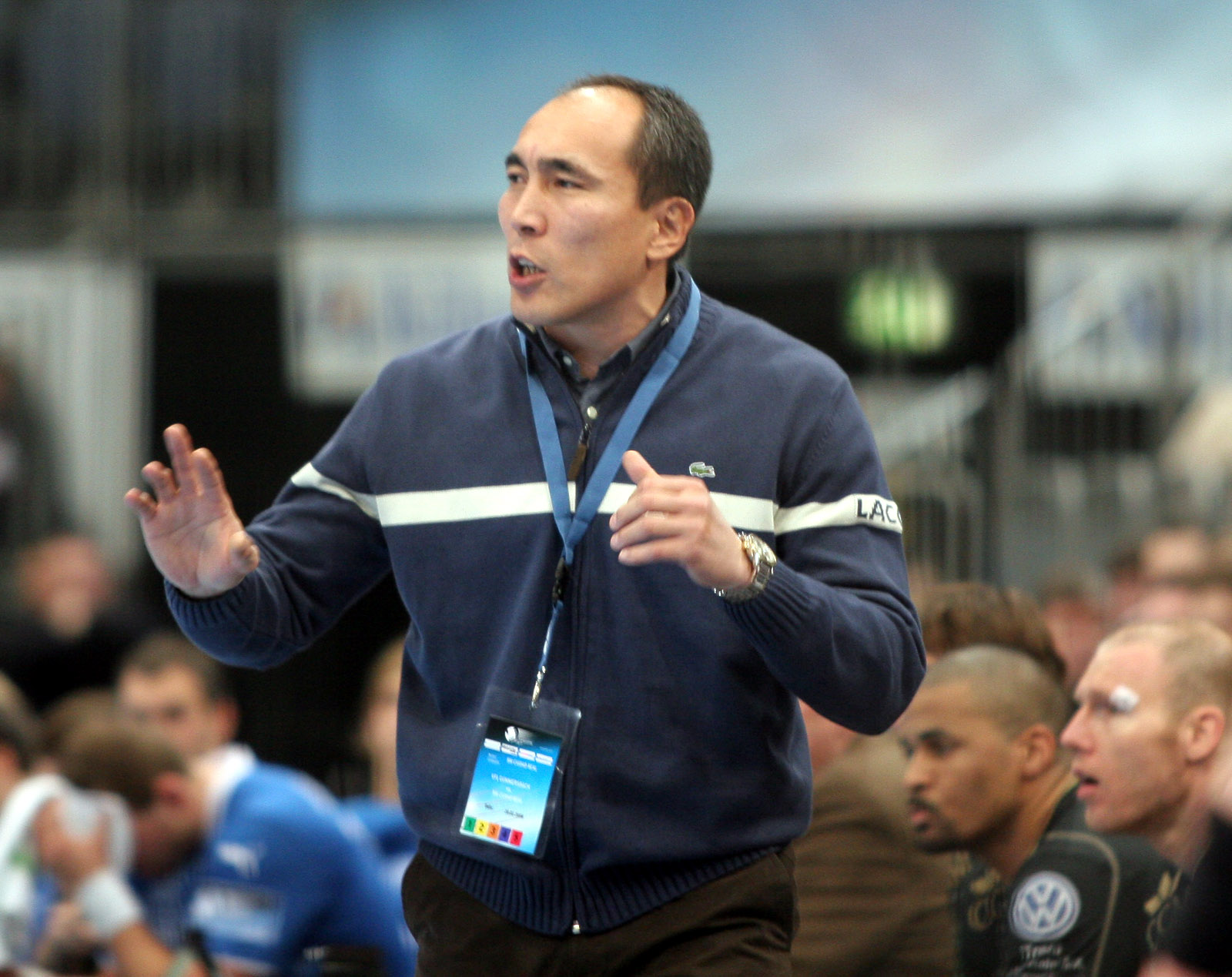
Talant Dujshebaev en Kölnarena antes del partido de la Liga de Campeones entre el VfL Gummersbach y el Club Balonmano Ciudad Real, de quien era entrenador, el 20 de febrero de 2008

En su primera temporada como entrenador 2005/06, consiguió la Liga de Campeones. En su segunda temporada 2006/07, volvió a las pistas ejerciendo de jugador-entrenador, debido a una lesión del central del equipo Uros Zorman, dando minutos de descanso al central titular Alberto Entrerríos. En total, dirige al club manchego durante seis temporadas (2005-2011), logrando entre otros títulos, tres Ligas de Campeones y cuatro Ligas Asobal. En su última temporada en el club, debutó su hijo Alex Dujshebaev.
En 2011, el club mueve su sede a Madrid, debido a la ausencia de un patrocinador potente en Ciudad Real, indispensable para mantener una plantilla de alto nivel. El "Club Deportivo Básico Balonmano Neptuno" recibe los derechos federativos, empleando los símbolos y el nombre del Club Atlético de Madrid, como consecuencia del acuerdo de patrocinio. Debuta como entrenador del Club Balonmano Atlético de Madrid, imponiéndose en la Supercopa de España de 2011 al Barcelona, en un abarrotado Palacio de Vistalegre. A final de la temporada 2012/13, el club desaparece por impagos a la Agencia Tributaria.
Dirige desde enero de 2014, al KS Kielce de la liga polaca, con el que se ha proclamado campeón de Europa en 2016.

## Selecciones nacionales
Internacionalmente, Dujshebaev ha jugado en la selecciones de la URSS (1989-1991), la CEI (1992), Rusia (1992-1995) y España (1995-2000), esta última tras naturalizarse español en 1995.

## Clubes

### Jugador
- CSKA Moscú (1986-1992)
- Club Balonmano Cantabria (1992-1997)
- TuS Nettelstedt (1997-1998)
- GWD Minden (1998-2001)
- BM Ciudad Real (2001-2007)

### Entrenador
- Balonmano Ciudad Real (2005-2011)
- Club Balonmano Atlético de Madrid  (2011-2013)
- KS Vive Targi Kielce (2014-act.)
- Selección de balonmano de Hungría (2014-2016)
- Selección de balonmano de Polonia (2016-2017)

## Palmarés

### Jugador
Clubes
- Liga de la URSS (2): 1990, 1992
- Liga ASOBAL (4): 1992/93, 1993/94, 2003/04, 2006/07
- Copa de SM el Rey (2): 1994/95, 2002/03
- Copa ASOBAL (6): 1992/93, 1993/94, 1996/97, 2003/04, 2004/05, 2006/07
- Supercopa de España (1): 2004/05
- Copa de Europa (1): 1993/94
- Recopa de Europa (1): 2001/02
- Copa EHF (1): 1992/93
- Supercopa de Europa (1): 2006/07
- Mundial de Clubes (1): 1996/97

Selecciones nacionales
- Medalla de Oro en los Juegos Olímpicos de 1992 con el Equipo Unificado
- Medalla de Oro en el Campeonato del Mundo de 1993 con Rusia
- Medalla de Plata en el Campeonato de Europa de 1996 con España
- Medalla de Bronce en los Juegos Olímpicos de 1996 con España
- Medalla de Plata en el Campeonato de Europa de 1998 con España
- Medalla de Bronce en el Campeonato de Europa de 2000 con España
- Medalla de Bronce en los Juegos Olímpicos de 2000 con España

### Entrenador
Clubes
- Liga ASOBAL (3): 2007/08, 2008/09, 2009/10
- Copa de SM el Rey (4): 2007/08, 2010/11, 2011/12, 2012/13
- Copa ASOBAL (3): 2005/06, 2007/08, 2010/11
- Supercopa de España (3): 2007/08, 2010/11, 2011/12
- Liga de Campeones (4): 2005/06, 2007/08, 2008/09, 2015/16
- Recopa de Europa (1): 2002/03
- Supercopa de Europa (2): 2005/06, 2008/09
- Mundial de Clubes (3): 2007, 2010, 2012

### Consideraciones personales
- En 2024 entró a formar parte de la I Edición del "Hall of Fame" (Salón de la Fama) de ASOBAL.